# Contact (álbum)
Contact é o segundo álbum de estúdio do grupo Silver Apples. A capa e arte interna do encarte gerou um processo de Pan American World Airways. A capa traz o Silver Apples em um cockpit de avião com visual psicodélico e parafernália para o consumo de drogas, a arte interna mostra destroços do avião.
O álbum foi relançado em 1997 pela MCA Records compilado com o primeiro álbum da banda, Silver Apples. Também foi relançado em CD e vinil em 2003 pelo Radioactive Records no Reino Unido.
| Críticas profissionais                                                      | Críticas profissionais |
| Avaliações da crítica                                                       | Avaliações da crítica  |
| Fonte                                                                       | Avaliação              |
| --------------------------------------------------------------------------- | ---------------------- |
| allmusic                                                                    | [ 2 ]                  |
| Esta tabela precisa de ser acompanhada por texto em prosa. Consulte o guia. |                        |

## Faixas
1. "You and I" (Simeon Coxe III, Danny Taylor) – 3:24
2. "Water" (Simeon, Taylor) – 4:18
3. "Ruby" (Joy May Creasy, Simeon, Taylor) – 2:32
4. "Gypsy Love" (Simeon, Stanley Warren, Taylor) – 5:36
5. "You're Not Foolin' Me" (Simeon, Taylor) – 6:26
6. "I Have Known Love" (Eileen Lewellen, Simeon, Taylor) – 3:53
7. "A Pox on You" (Simeon, Taylor) – 5:11
8. "Confusion" (Simeon, Taylor) – 3:34
9. "Fantasies" (Simeon, Taylor) – 5:57

## Créditos

### Banda
- Danny Taylor - bateria, percussão, vocal.
- Simeon - oscilador eletrônico, banjo, vocal.

### Produção
- Jack Hunt – engenharia de som.
- Charlie Silver - Fotografia (capa),